# Gia Marie Carangi
Gia Carangi (Philadelphia, 29 januari 1960 – aldaar, 18 november 1986) was een Amerikaans fotomodel van Italiaanse komaf. Ze staat bekend als een van de eerste 'supermodellen' ooit. Cindy Crawford werd toen ze ontdekt werd "Baby Gia" genoemd, omdat ze op haar leek.
In Carangi's tijd hoogtijdagen (de jaren 70-'80 van de twintigste eeuw) werd haar verschijning vooral als verfrissend ervaren, aangezien het overheersende modebeeld destijds blond was. Volgens modellenbureaus had ze niettemin 'een magische uitstraling'. Ze was in haar tijd het meest universele model. Carangi heeft op honderden covers van verschillende modemagazines gestaan, zoals die van Vogue, Cosmopolitan en Harpers Bazaar. Ze werkte voor onder meer Christian Dior, Versace, Armani, Maybeline, Yves Saint Laurent en Levi's.
Carangi overleed op 26-jarige leeftijd aan aids, waarschijnlijk opgedaan door drugsgebruik. Er verscheen in 1998 een biografische film over haar leven met de titel Gia, met Angelina Jolie in de hoofdrol.
- Gemeinsame Normdatei: 119292750
- International Standard Name Identifier: 0000 0000 3075 6301
- Library of Congress Control Number: n92069926
- Virtual International Authority File: 27878375
- WorldCat: E39PBJmhMm9vydBvgpG6PQfTHC